# Michelau in Oberfranken
Pour les articles homonymes, voir Michelau.

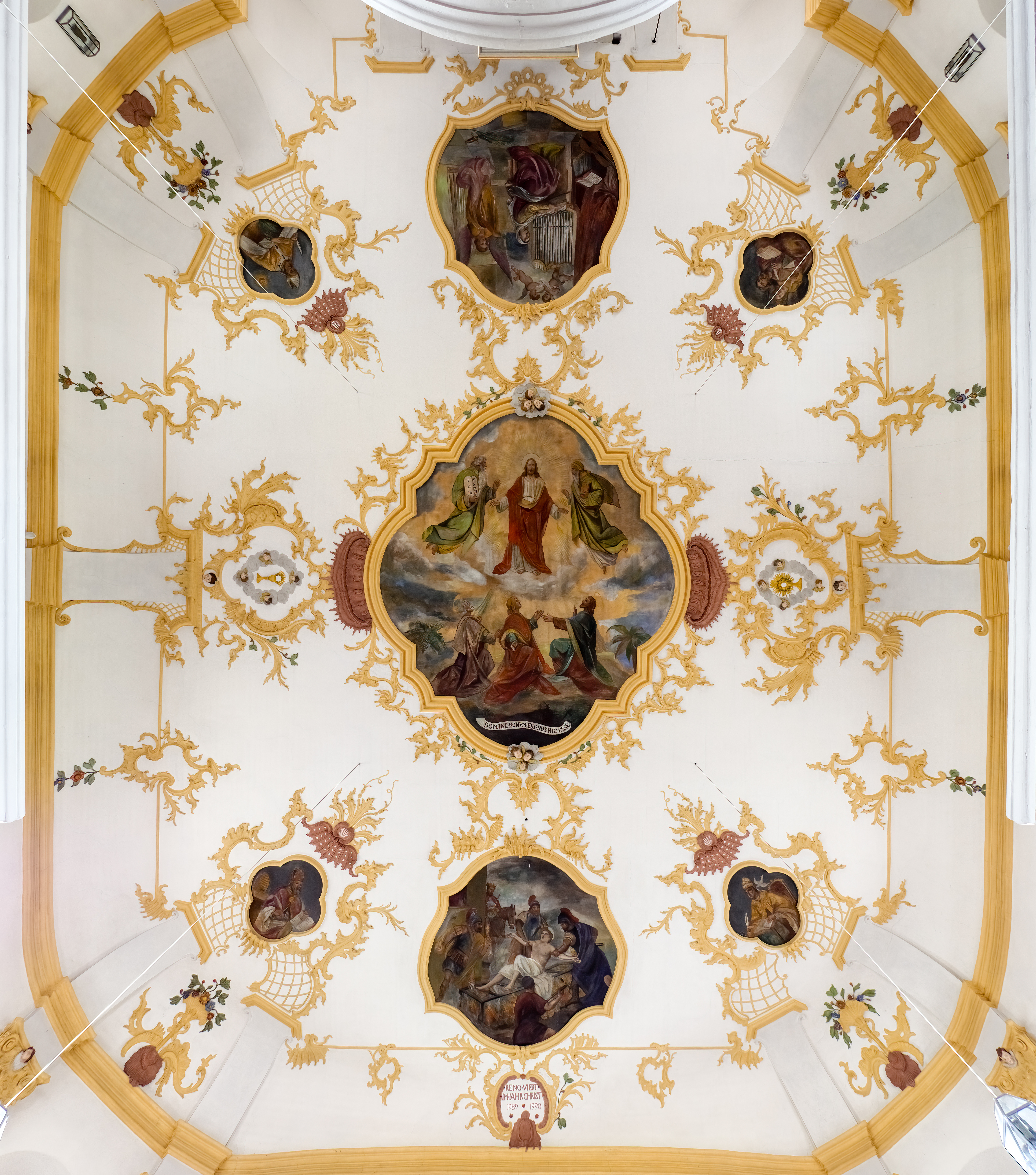
Plafond de l'église St. Laurentius (Lettenreuth) à Michelau. Photo mai 2019.

Michelau in Oberfranken est une commune de Bavière (Allemagne), située dans l'arrondissement de Lichtenfels, dans le district de Haute-Franconie.